# Marta von Meyenburg
Marta von Meyenburg (* 10. November 1882 in Dresden; † 10. März 1972 in Oberrieden; heimatberechtigt in Schaffhausen) war eine Schweizer Sozialpädagogin sowie Gründerin und Leiterin der Sozialen Frauenschule Zürich aus dem Kanton Zürich.

## Leben
Marta von Meyenburg war eine Tochter von Victor von Meyenburg. Sie besuchte die Schweizerische Pflegerinnenschule in Zürich. Danach war sie für die Amtsvormundschaft Zürich tätig. Ab 1910 arbeitete sie als Leiterin von Fürsorgekursen für Frauen. Meyenburg gründete zusammen mit ihrer Lebenspartnerin Maria Fierz die Soziale Frauenschule Zürich. Sie baute als deren erste Schulleiterin von 1921 bis 1934 die Berufsausbildung der Sozialarbeiterin auf und förderte die Professionalisierung der weiblichen Fürsorgearbeit. Im Jahr 1914 war sie eine Mitgründerin der Frauenzentrale Zürich. Bis 1947 sass sie in deren Vorstand. Von 1934 bis 1957 war sie Vorstandsmitglied der Schweizerischen Pflegerinnenschule Zürich. Sie leistete einen Einsatz für Geistige Landesverteidigung im zivilen Frauenhilfsdienst (FHD). Im Jahr 1945 erhielt sie die Ehrendoktorwürde der Universität Zürich.

## Werke
- Die sozialen Frauenberufe. Rascher, Zürich 1928.
- Soziale Frauenschule Zürich, 1908-1933. Bericht erstattet von Marta v. Meyenburg. Gutzwiller, Zürich 1933.
- mit Erica Mensching (Zeichnungen): Zürcher Frauenzentrale, 1914-1939. Schulthess, Zürich 1939.
- Erlebte Wandlungen in sozialer Frauenarbeit. In: Frauen der Tat 1850–1950. Hrsg. von Clara Büttiker. Sauerländer, Aarau 1951, S. 106–126.

## Ehrungen
An der Martastrasse in der Stadt Zürich ist eine Tafel angebracht, die auf von Meyenburg als historische Persönlichkeit verweist.